# Bore-out
Een bore-out is een vorm van extreme verveling op het werk. Een bore-out zou worden veroorzaakt door routinematig werk, of werk onder het niveau van de werknemer. De symptomen zouden vergelijkbaar zijn met die van een burn-out: vermoeidheid en depressiviteit. Volgens op Amerikaanse data gebaseerd onderzoek van de Zwitserse organisatieadviseurs Philippe Rothlin en Peter Werder zou zo'n 15% van de werknemers bore-outverschijnselen vertonen.
De door Rothlin en Werder geïntroduceerde term "Bore-out" is een nieuwe term voor een oud verschijnsel, namelijk gebrek aan motivatie voor en verveling op het werk. Vermoedelijk gaat het daarbij om een gevolg van onderbelasting: werknemers hebben te weinig te doen (kwantitatieve onderbelasting) dan wel te weinig uitdagende werkzaamheden (kwalitatieve onderbelasting). Een bore-out kan ontstaan doordat werknemers door met de jaren toegenomen ervaring en kennis "uit hun baan groeien". De mate waarin werknemers zich vervelen op het werk kan worden gemeten met een vragenlijst, bijvoorbeeld de Nederlandstalige DUBS. Of er sprake is van een bore-out en de ernst daarvan is moeilijk vast te stellen: bore-out is geen klinische diagnose volgens de ICD-10-classificatie. Evenmin zijn er vastgestelde richtlijnen voor een behandeling. De beste oplossing voor een bore-out is vermoedelijk tijdig ofwel het huidige werk interessanter maken (door bijvoorbeeld aanvullende cursussen te volgen), ofwel een andere, uitdagender baan te zoeken. 